# Supercoupe d'Ukraine de football 2006
La Supercoupe d'Ukraine 2006 (ukrainien : Суперкубок України з футболу 2006, transcription : Superkubok 2006) est la troisième édition de la Supercoupe d'Ukraine, épreuve qui oppose le champion d'Ukraine au vainqueur de la Coupe d'Ukraine. Disputé le 16 juillet 2006 au Stade Tchernomorets à Odessa en Ukraine devant 35 000 spectateurs, la rencontre est remportée par le Dynamo Kiev aux dépens du Chakhtar Donetsk sur le score de 2-0.

## Participants
La rencontre oppose le Dynamo Kiev au Chakhtar Donetsk. Le Chakhtar se qualifie au titre de leur victoire dans le championnat d'Ukraine de football 2005-2006 en ayant pour dauphin le club de Kiev. Le Dynamo se qualifie pour la Supercoupe grâce à sa victoire en Coupe d'Ukraine de football 2005-2006, en battant notamment le Metalurg Zaporijjye en finale ou le FC Karpaty Lviv en demi-finale.

## Rencontre
Le match se déroule sur un temps de quatre-vingt-dix minutes. En cas d'égalité, une séance de tirs au but a lieu sans période de prolongation préalable. La règle des trois remplacements n'est pas appliqué pour ce match. Le Dynamo effectue six changements durant la partie et le Chakhtar effectue cinq changements.
Le Dynamo Kiev mène par un but à zéro à la dixième minute de jeu grâce à l'ouverture du score de Marjan Marković. À trois minutes du terme du temps réglementaire, le joueur du Dynamo, Artem Milevskyi marque un second but. Kiev remporte la Supercoupe sur un score final de deux buts à zéro.

## Feuille de match
| 16 juillet 2006           | Dynamo Kiev                  | 2 - 0   | Chakhtar Donetsk | Stade Tchernomorets, Odessa |                      |
| Historique des rencontres | Marković 10e · Milevskyi 87e | (1 - 0) |                  | Spectateurs : 35 000        | Spectateurs : 35 000 |

|  |  |

|               | Gardien de but     | Oleksandr Shovkovskiy |  |           |  |
|               | D                  | Marjan Marković       |  | 74e       |  |
|               | D                  | Goran Sablić          |  |           |  |
|               | D                  | Rodrigo               |  |           |  |
|               | D                  | Rodolfo               |  | 43e       |  |
|               | M                  | Yussuf Ayila          |  |           |  |
|               | M                  | Badr El Kaddouri      |  |           |  |
|               | M                  | Carlos Corrêa         |  |           |  |
|               | M                  | Diogo Rincón          |  | 46e       |  |
|               | M                  | Sergueï Rebrov        |  | 46e       |  |
|               | A                  | Maksim Shatskikh      |  | 84e       |  |
| Remplaçants : |                    |                       |  |           |  |
|               | D                  | Taras Mykhalyk        |  | 43e       |  |
|               | A                  | Artem Milevskyi       |  | 46e       |  |
|               | M                  | Miloš Ninković        |  | 46e , 71e |  |
|               | M                  | Rouslan Rotan         |  | 71e       |  |
|               | D                  | Andreï Iechtchenko    |  | 74e       |  |
|               | M                  | Valyantsin Byalkevich |  | 84e       |  |
| Entraîneur :  |                    |                       |  |           |  |
|               | Anatoli Demyanenko |                       |  |           |  |

|               | Gardien de but | Jan Laštůvka         |  |     |  |
|               | D              | Darijo Srna          |  |     |  |
|               | D              | Leonardo             |  |     |  |
|               | D              | Tomáš Hübschman      |  |     |  |
|               | D              | Răzvan Raț           |  | 46e |  |
|               | M              | Anatoly Timochtchouk |  | 72e |  |
|               | M              | Matuzalem            |  | 62e |  |
|               | M              | Fernandinho          |  |     |  |
|               | M              | Elano                |  |     |  |
|               | A              | Ciprian Marica       |  | 67e |  |
|               | A              | Brandão              |  |     |  |
| Remplaçants : |                |                      |  |     |  |
|               | D              | Vyacheslav Shevchuk  |  | 46e |  |
|               | M              | Jádson               |  | 62e |  |
|               | A              | Julius Aghahowa      |  | 67e |  |
|               | M              | Igor Duljaj          |  | 72e |  |
| Entraîneur :  |                |                      |  |     |  |
|               | Mircea Lucescu |                      |  |     |  |